# Tennistoernooi van Miami 2004
|                                          |  |                                     |
| Serena Williams, winnares bij de vrouwen |  | Andy Roddick, winnaar bij de mannen |

Het tennistoernooi van Miami van 2004 werd van 24 maart tot en met 4 april 2004 gespeeld op de hardcourtbanen van het Crandon Park in Key Biscayne, nabij de Amerikaanse stad Miami. De officiële naam van het toernooi was Nasdaq-100 Open.
Het toernooi bestond uit twee delen:
- WTA-toernooi van Miami 2004, het toernooi voor de vrouwen
- ATP-toernooi van Miami 2004, het toernooi voor de mannen

ATP-toernooi van Miami‎ – WTA-toernooi van Miami‎

1985 · 1986 · 1987 · 1988 · 1989 · 1990 · 1991 · 1992 · 1993 · 1994 · 1995 · 1996 · 1997 · 1998 · 1999 · 2000 · 2001 · 2002 · 2003 · 2004 · 2005 · 2006 · 2007 · 2008 · 2009 · 2010 · 2011 · 2012 · 2013 · 2014 · 2015 · 2016 · 2017 · 2018 · 2019 · 2020 · 2021 · 2022 · 2023 · 2024 · 2025